# Beth Chatto

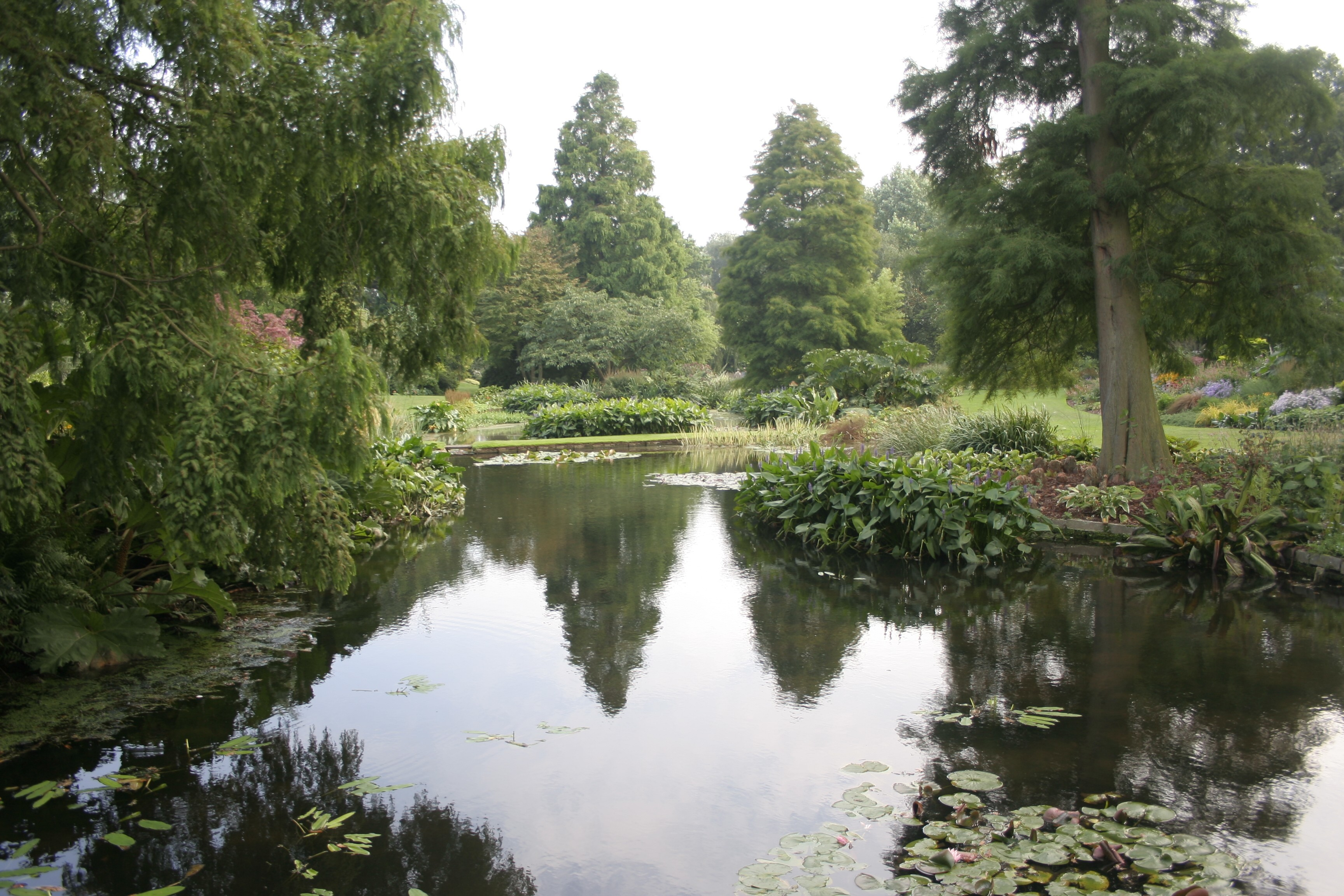

Beth Chatto (27. června 1923 Good Easter – 13. května 2018 Elmstead Market) byla britská zahradnice, autorka zahradní architektury známá zahradními úpravami Beth Chatto Gardens v blízkosti Elmstead Market, v anglickém hrabství Essex. Napsala také několik knih o zahradničení za specifických podmínek. Přednášela v celé Velké Británii, Spojených státech, Kanadě, Austrálii, Holandsku a Německu. Beth Chatto v zahradnictví a psaní preferovala princip používání správné rostliny na správném místě. Tento názor se vyvíjel pod vlivem jejího manžela, kterým byl Andrew Chatto, a jeho celoživotního výzkumu původu zahradních rostlin.
Její manžel zemřel po dlouhé nemoci v roce 1999, trpěl rozedmou plic. Pár měl dvě dcery, Dianu a Marii..

## Výstavy
V lednu 1975 Beth Chatto vytvořila úpravu jako malou zimní zahradu pro Royal Horticultural Society, v Londýně SW1. Další výstavy následovaly a nakonec Beth Chatto vytvořila zahradu Unusual Plants (Neobvyklé rostliny) při výstavě Chelsea Flower Show. Výstavní expozici Unusual Plants bylo uděleno jedenáct po sobě jdoucích zlatých medailí na Chelsea Flower Show v letech 1977 až 1987. Exponáty z „The Beth Chatto Gardens“ je možné ještě vidět na „Tendring Hundred Show“ v Essexu.

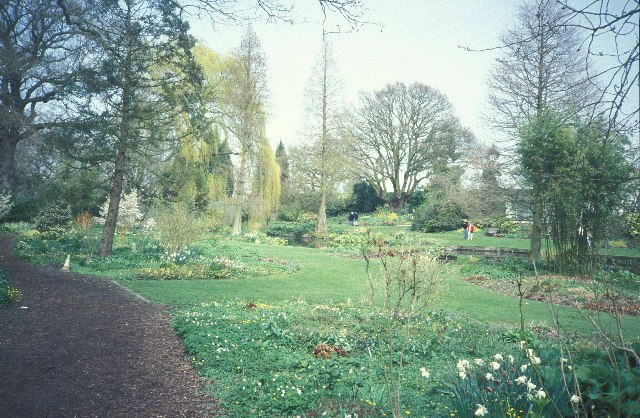
The Beth Chatto Gardens v Essexu

## Styl
Chatto odmítá údržbu trávníků. Její zahrady obsahují vodní plochy bez zpevněných okrajů a plochy s oblázky a jsou charakterizovány typickým uspořádáním rostlin. Preferuje rostliny jako je agáve nebo vřesovec Erica arborescens, které jsou použity na významných místech namísto konvenčních soch nebo zahradních altánků. Jako cesty a kroky jsou betonové panely. Chatto věnuje zvláštní pozornost strukturám listoví a používá rostliny s velkými listy jako výrazné objekty (centrum pozoronosti). Změnu listoví považuje za svátek pro oči i mysl. Časté používání panašovaných odrůd v zahradě podle ní ničí pocit blízkosti k přírodě.
Jako konstrukční princip používá trojúhelník. Upozorňuje, že nedostatek řádu v zahradě, stejně jako jinde, vyvolává chaos. Barvu B.Chatto v zahradním designu považuje za méně důležitou, ale zdůrazňuje, že barevná schémata se často ustanoví sama o sobě. Celkově však, že dává přednost tradiční, málo kontrastní barevné kombinaci. Ale to představuje, například, růžové a žluté barvy, k hrůze Christophera Lloyda.

## Seznam literárních děl
Beth Chatto je autorem mnoha knih se zahradnickou tematikou, včetně souboru dopisů z korespondence s jejím přítelem a kolegou zahradníkem a spisovatelem Christopherem Lloydem starším:
- The Dry Garden by Beth Chatto, vydáno 1978.
- The Damp Garden by Beth Chatto, vydáno 1982.
- Plant Portraits by Beth Chatto, vydáno 1985, nyní již nevydáváno.
- The Beth Chatto Garden Notebook, vydáno 1988.
- The Green Tapestry, vydáno 1990, nyní již nevydáváno.
- Dear Friend and Gardener; korespondence mezi Beth Chatto a Christopher Lloyd, vydáno 1998.
- Beth Chatto's Gravel Garden, vydáno 2000.
- Beth Chatto's Woodland Garden, vydáno 2002.
- The Damp Garden, vydáno 2004.
- Beth Chatto's Shade Garden (původně jako Beth Chatto's Woodland Garden), vydáno 2008.

## Ocenění
- 1987 udělena pamětní medaile Lawrence Memorial Medal.
- 1987 uděleno vyznamenání Victoria Medal of Honour.
- 1987 uděleno titul od univerzity v Essexu.
- 1995 vybrána do mezinárodní síně slávy žen „International Professional and Business Women's Hall of Fame“ za odbornost a podnikání, za vynikající úspěchy v zavádění ekologie rostlin v zahradním designu.
- 1998 oceněna za celoživotní dílo cenou Life Time Achievement Award od Garden Writers Guild.
- 2002 udělen titul „Officer of the Order of the British Empire“ (OBE).